# Ian Clark
Ian Patrick Clark (Memphis, Tennessee, 7 de marzo de 1991) es un jugador de baloncesto estadounidense que pertenece a la plantilla que pertenece a la plantilla de los Cangrejeros de Santurce de la BSN puertorriqueña.. Con 1,91 metros de altura, juega en la posición de escolta.

## Trayectoria deportiva

### Universidad
Jugó durante cuatro temporadas con los Bruins de la Universidad de Belmont, en las que promedió 14,4 puntos, 2,9 rebotes y 2,2 asistencias por partido. En su primera temporada fue elegido novato del año de la Atlantic Sun Conference, y en las dos siguientes, incluido en el mejor quinteto de la conferencia. Ya en la temporada 2012-2013 la universidad cambió de conferencia, pasando a la Ohio Valley Conference, logrando ese año proclamarse Jugador del Año de la OVC, premio compartido con Isaiah Canaan, así como mejor jugador defensivo e incluido en el mejor quinteto de la conferencia, tras promediar 18,2 puntos y 3,3 rebotes por encuentro.

### Profesional
Tras no ser elegido en el Draft de la NBA de 2013, jugó en la NBA Summer League con los Miami Heat y los Golden State Warriors, ganando con los Warriors el título de mejor jugador del Las Vegas Summer League, tras anotar 33 puntos.
El 29 de julio de 2013 firmó finalmente por dos temporadas con los Utah Jazz, tras haber dejado impresionados a varios equipos con su juego en las ligas de verano.
El 14 de diciembre de 2013, Clark fue asignado al Bakersfield Jam de la NBA G League. El 4 de enero de 2014, regresaría a los Utah Jazz.
El 24 de febrero de 2015, Clark firma por Idaho Stampede de la NBA G League. El 17 de marzo de 2015, regresa a los Utah Jazz, siendo renunciado nueve días más tarde. 
El 28 de marzo de 2015, firma por los Denver Nuggets.
El 25 de septiembre de 2015, Clark firmó con los Golden State Warriors. El 30 de diciembre de 2015, anotó 21 puntos, el máximo de su carrera, en la derrota por 114–91 ante los Dallas Mavericks. 
El 8 de julio de 2016, Clark volvió a firmar con los Golden State Warriors. El 1 de noviembre de 2016, anotó 22 puntos, el máximo de su carrera, en la victoria por 127-104 sobre los Portland Trail Blazers. Superó esa marca el 17 de diciembre de 2016, anotando 23 puntos en la victoria por 135–90 sobre los Portland Trail Blazers.El 11 de marzo de 2017, Clark estableció un nuevo récord personal con 36 puntos en la derrota por 107–85 ante los San Antonio Spurs. Los Warriors terminaron la temporada como el primer sembrado en el Oeste con un récord de 67-15.
El 3 de agosto de 2017, Clark firmó con los New Orleans Pelicans. El 9 de julio de 2018, Clark volvió a firmar con los Pelicans.
El 30 de julio de 2019, firma por el Xinjiang Flying Tigers de la CBA china.
El 12 de febrero de 2022, Clark firmó con los Sydney Kings de la National Basketball League (Australia) por el resto de la temporada 2021-22. Ayudó a los Kings a ganar el campeonato de la NBL en mayo de 2022.
El 21 de diciembre de 2022, firma por el Adelaide 36ers de la National Basketball League (Australia).

## Estadísticas de su carrera en la NBA
| † | Denota temporada en la que Clark ganó un campeonato de la NBA |

### Temporada regular
| Año      | Equipo       | PJ  | PT | MPP  | %TC  | %3P  | %TL   | RPP | APP | ROB | TPP | PPP |
| -------- | ------------ | --- | -- | ---- | ---- | ---- | ----- | --- | --- | --- | --- | --- |
| 2013-14  | Utah         | 23  | 0  | 7.5  | .388 | .355 | .714  | .8  | .7  | .3  | .1  | 3.0 |
| 2014-15  | Utah         | 23  | 0  | 7.0  | .341 | .360 | 1.000 | .6  | .4  | .3  | .1  | 1.9 |
| 2014-15  | Denver       | 7   | 0  | 4.4  | .364 | .200 | 1.000 | .4  | .3  | .4  | .1  | 1.9 |
| 2015-16  | Golden State | 66  | 1  | 8.8  | .441 | .357 | .824  | 1.0 | 1.0 | .3  | .2  | 3.6 |
| 2016-17† | Golden State | 77  | 0  | 14.8 | .487 | .374 | .759  | 1.6 | 1.2 | .5  | .1  | 6.8 |
| 2017-18  | New Orleans  | 74  | 2  | 19.7 | .448 | .318 | .763  | 1.7 | 1.5 | .4  | .1  | 7.4 |
| 2018-19  | New Orleans  | 60  | 6  | 16.2 | .394 | .327 | .893  | 1.5 | 1.6 | .4  | .1  | 6.7 |
| Total    | Total        | 330 | 9  | 13.7 | .439 | .340 | .804  | 1.3 | 1.2 | .4  | .1  | 5.6 |

### Playoffs
| Año   | Equipo       | PJ | PT | MPP  | %TC  | %3P  | %TL   | RPP | APP | ROB | TPP | PPP |
| ----- | ------------ | -- | -- | ---- | ---- | ---- | ----- | --- | --- | --- | --- | --- |
| 2016  | Golden State | 16 | 0  | 9.6  | .491 | .333 | .800  | 1.1 | 1.0 | .5  | .0  | 4.1 |
| 2017† | Golden State | 16 | 0  | 13.7 | .506 | .361 | .941  | 1.6 | .7  | .4  | .0  | 6.8 |
| 2018  | New Orleans  | 9  | 0  | 21.1 | .424 | .357 | 1.000 | 1.1 | 1.2 | .9  | .2  | 7.8 |
| Total | Total        | 41 | 0  | 13.7 | .475 | .354 | .903  | 1.3 | .9  | .5  | .0  | 6.0 |